# Ærøskøbing
Ærøskøbing är en tätort och stad som utgör centralort i Ærø kommun i Region Syddanmark i södra Danmark. Tätorten har 913 invånare (2024). Den ligger på den norra sidan av ön Ærø, söder om ön Fyn.
Ærøskøbing är Danmarks minsta stad. De äldsta kända privilegierna är från Kung Hans I:s tid, även om staden tros vara något äldre. Stadsrättigheterna är från 1522. Orten har ett välbevarat centrum med hus från 1700-talet. Många av husen och gatorna i Ærøskøbing är från medeltiden.
Fram till och med 2005 har Ærøskøbing varit centralort i dåvarande Ærøskøbings kommun i Fyns amt.

## Historia
Ærøskøbing antas ha tilldelats köpstadsrättigheter av kung Kristian I någon gång under perioden 1448-1476. Själva staden antas dock ha grundats någon gång omkring år 1250. Staden blev ön Ærøs främsta stad 1522, då den tilldelades ensamrätt på all handel på hela ön.
Konkurrensen blev dock hård från de många olagliga hamnar som verkade på ön, samt från grannstaden Marstal som hade vissa handelsprivilegier. Många av stadens köpmän var också skeppare, vilka tjänade på att bedriva boskapshandel med bönderna på ön Als samt med flera östersjöstäder.
Ærø delades i två delar 1634 och stadens administration över öns marker blev därmed kraftigt reducerad till förmån för staden Marstal. Detta uppvägdes dock av att Ærøskøbing fick en blomstrande sjöfart och bedrev betydande handel med hertigdömena Slesvig och Holstein, flera östersjöstäder samt med Norge. Framgången för stadens sjöfart pågick under hela 1700-talet och första halvan av 1800-talet för att därefter stagnera.

## Näringsliv
Industrialiseringen kom sent till Ærøskøbing. Stadens enda större industrier på 1860-talet var två skeppsvarv och till skillnad från i andra av landets köpstäder blev inte hamnen utbyggd eller moderniserad i någon större omfattning. På 1890-talet stod dock stadens handelssektor (transportsektorn inkluderad) och industrisektor (hantverkssektorn inkluderad) för nästan lika mycket av stadens näring, 34 % respektive 32 %.
Under 1900-talet upprättades flera mindre industriverksamheter och rederier i staden. 1931 upprättades en färje- och småbåtshamn i staden och tidigare gavs staden möjligheter att lasta tågvagnar som transporterades till Svendborg. Sedan 1890-talet har industrisektorn minskat i betydelse (25 % av näringssektorn 1960, 19 % 1984 och 16 % 2002) och turism- och servicesektorn ökat.